# Жарыккопа
Жарыккопа (каз. Жарыққопа) — упразднённое село в Уалихановском районе Северо-Казахстанской области Казахстана. Село входит в состав Карасуского сельского округа. Ликвидировано в 2010 г.

## География
Расположено около озера Коксенгирсор.

## Население
В 1999 году население села составляло 308 человек (180 мужчин и 128 женщин). По данным переписи 2009 года, в селе проживало 21 человек (12 мужчин и 9 женщин).